# Albánia földrajza
Albánia a Balkán-félsziget délnyugati partvidékén, az Otrantói-szorosnál elhelyezkedő ország. Területe 28 748 km², ennek 4,7%-a (1350 km²) tavak alkotta vízfelület. Határainak hossza 720 km, ebből délen és délkeleten 282 km Görögországra, keleten 151 km Macedóniára, északkeleten 115 km Koszovóra, északon 172 km Montenegróra esik. Az ország nyugati határait képező, az Adriai-, illetve a Jón-tengerre eső partvonalainak hossza 362 km.
A mediterrán éghajlatú ország területének nagy része magashegyvidék, kisebb medencéket leszámítva csak a tengerparti sávban találhatóak 200 tszfm.-nál alacsonyabban fekvő területek. Az ország legmagasabb pontja a Korab-hegy (2753 m).

## Éghajlat
Albánia földrajzi elhelyezkedése és változatos domborzata határozzák meg és tagolják a kis ország éghajlati viszonyait.
Az alacsonyan fekvő tengerparti sáv éghajlata mediterrán. A telek enyhék és rendkívül csapadékosak, 7 °C-os átlaghőmérséklettel, míg a nyarakat magas levegő-páratartalom és 24 °C-os átlaghőmérséklet jellemzi. Az ország hűvösebb északi és melegebb déli részén elterülő síksági területek évi átlaghőmérséklete között akár 5 °C-os eltérés is lehet. A napsütéses órák száma évi mintegy 2500–2700. A tengerparti területek éves csapadékmennyisége 1000–1500 milliliter között mozog, és ennek 95%-a a téli időszakban esik le. Észak-déli különbség e tekintetben is érzékelhető: északról dél felé haladva egyre kisebb csapadékmennyiséggel számolhatunk.
Az ország belső, magashegyvidékeinek kontinentális éghajlatát alapvetően a tengerszint feletti magasság határozza meg. A Kelet-Európa és a Balkán-félsziget felől beáramló kontinentális légtömegek alacsony téli átlaghőmérsékletet és állandó széljárást eredményeznek, különösen az ország északi vidékein. A nyári középhőmérséklet szintén alacsonyabb a tengerparti síkságon mértnél. A hegyek közé szorult medencékben és völgységekben nyáron a napi hőmérséklet-ingadozás rendkívül jelentős. A napsütéses órák száma szintén a tengerszint feletti magasságtól függ, a magasabban fekvő északkeleti területeken 2000–2200 óra között mozog. A Földközi-tenger és a kontinens felől érkező, Közép-Albánia hegyvidékei felett összecsapó légtömegek magas évi csapadékmennyiséget produkálnak (1800–2250 ml), de az éves csapadékeloszlás kiegyensúlyozottabb, mint az alföldi területeken. Nyaranta a meleg mediterrán levegő alá bukó kontinentális légtömegek gyakran járnak heves felhőszakadásokkal, viharokkal. Amennyiben a mediterrán légtömeg az uralkodó, az általa hozott csapadék a távolabbi, kelet-albániai területekre is eljut, fordított esetben pedig (jellemzően télen) a száraz, hideg kontinentális levegő a tengerparti síkon is érezteti hatását.

## Domborzat
Albánia domborzati szempontból két nagyobb tájegységre oszlik: keleten 70–120 kilométeres szélességben a nehezen járható, festői és vad, fiatal lánchegységi Magas-Albániára, amelynek negyvenöt csúcsa emelkedik 2000 méter fölé, illetve Észak- és Közép-Albániában a 20–50 kilométer széles tengerparti síksági Alacsony-Albániára. Az ország területének 70%-a hegyvidék, ennek tudható be, hogy Albánia átlagos tengerszint feletti magassága relatíve magas: 708 méter.

### Magas-Albánia

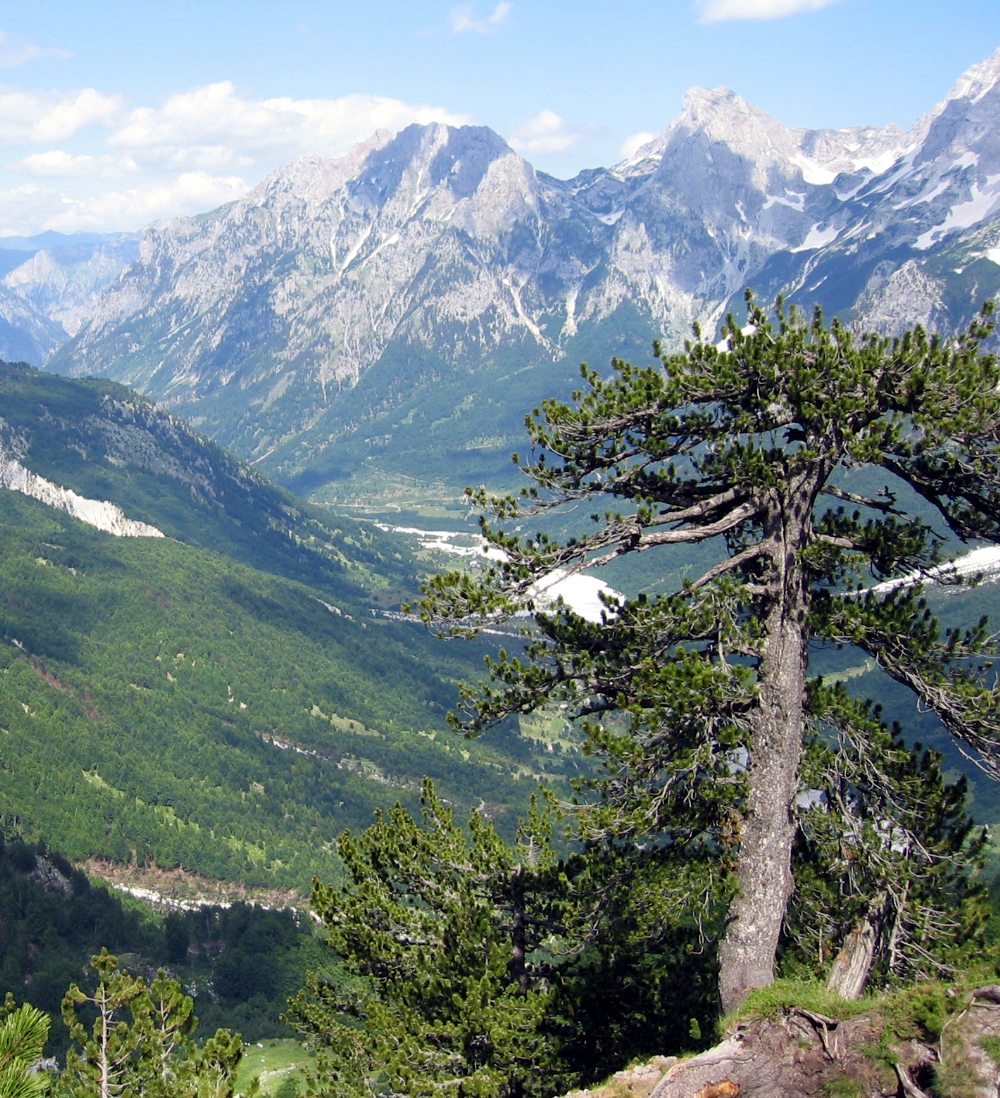
A Theth völgye az Albán-Alpokban

Magas-Albánia az országon észak–déli irányban végighúzódó, a jura végétől a harmadidőszakig felgyűrődött Dinári-hegység központi és külső láncolata. A keletebbre eső központi övezet gerince az éghajlat- és vízválasztó hegység szerepét is betölti. Magas-Albánia területét a folyóvölgyek és medencék erősen felszabdalták, és több részre tagolták.
Északi sávjában, a Montenegrói-hegységtől és a Nyugat-szerbiai-fennsíktól délre, a mai Albánia északi határvidékén a pliocén végén még vízzel borított medencék sorakoznak: a Shkodrai-medence a Shkodrai-tóval, a Metohijai-medence és a Kosovo Polje.
Az északi országhatártól a Drin völgyéig húzódik az Albán-Alpok vagy Prokletije főként mezozoikumi mészkőből álló karsztvonulata. Legmagasabb csúcsa a Jezerca (2694 m). Az ettől északra domináns délkeleti csapásirány itt északkeletire vált, ezért északi területein gyakoriak az áttolódások. Jégkori gleccserek által formált csúcsai dolomitból, palából és vulkáni kőzetekből állnak, folyóvölgyei mély szurdokvölgyek. Délen a hegység meredeken ereszkedik le a Cukal-hegység 1700 méter magas mészkőtömegére.

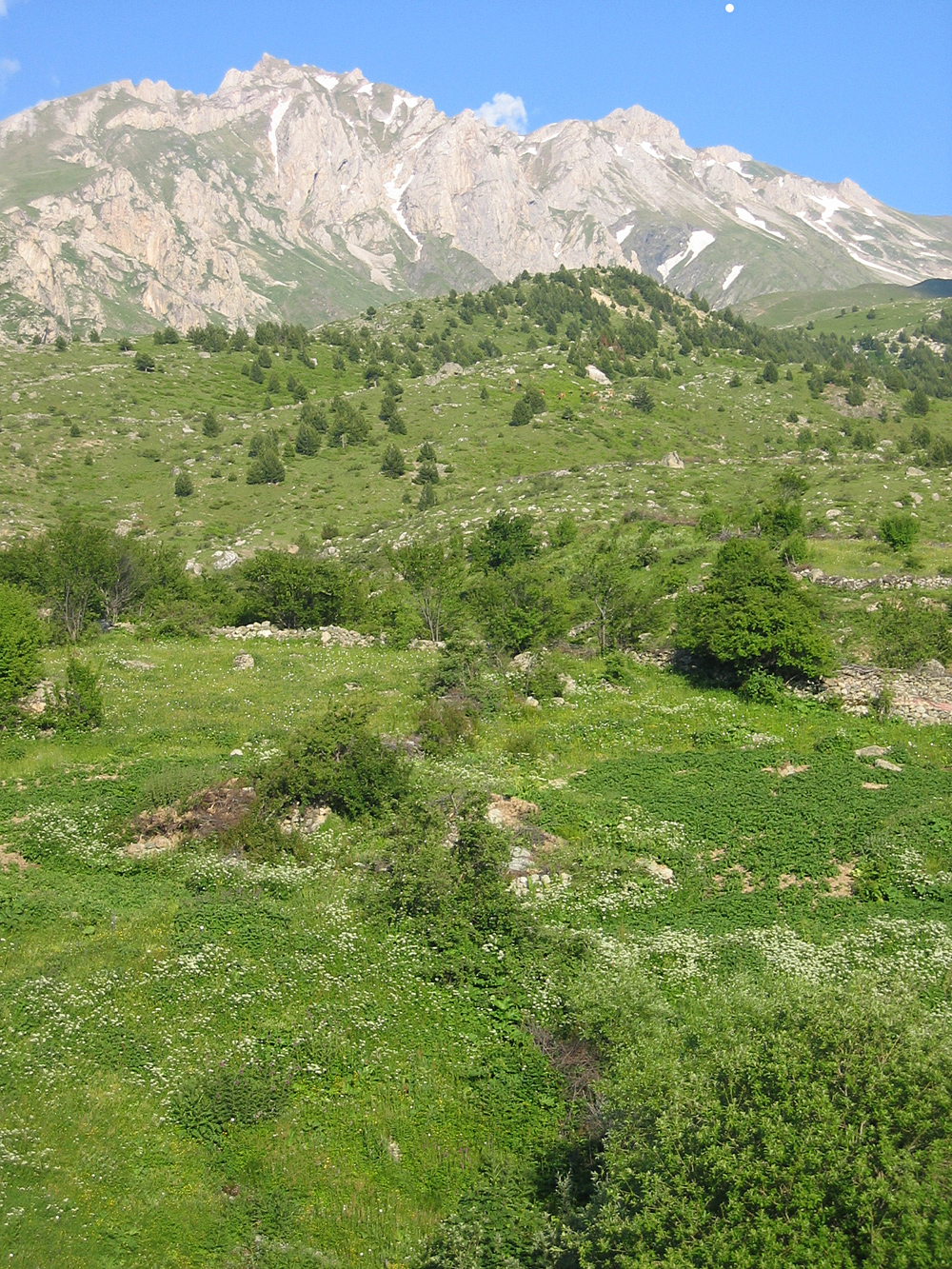
Albánia legmagasabb csúcsa, a Korab

A Drin és az Osum folyása között húzódik a változatos felépítésű, középhegységi Közép-Albán-hegység vagy Çermenika. A keleti vonulat ércekben gazdag magmás és metamorf kőzeteit (szerpentin, kristályos pala, márvány) sok helyütt mélytengeri, karsztos mészkő-, illetve palarétegek fedik. Nyugati, keskenyebb és alacsonyabb része a kréta és a paleogén között keletkezett. Szerkezetében a krétakori mészkő és a harmadidőszaki flis (márga, homokkő) váltakozik, itt pusztuló völgyek és medencék alakultak ki. A két vonulat találkozásánál karsztforrások törnek a felszínre. Főbb altájai északon a Mirdita-fennsík, a Kraba- és a déli Tomorr-hegység.
Az Osum folyótól délre, a görög határig a Dél-Albán-hegység vagy Albán-Epirusz fiatal széles nyiladékvölgyekkel tagolt mészkőláncai egészen a tengerpartig nyomulnak. Az Akrokerauni-hegyvidék láncai által lehatárolt tengerparti sávjának elnevezése Albán-Riviéra. Legmagasabb pontja a Nemërçka (2486 m).
Az ország keleti peremén a Trák–Macedón-masszívum részét képező Nyugat-Macedón-hegyvidék egymástól elszigetelt, tektonikus süllyedékmedencéi és röghegységei találhatóak (Kelet-albániai-rög- és süllyedékvidék). Legmagasabb csúcsa, egyben az ország legmagasabb pontja a Korab (2753 m). Az 500–800 méteres magasságban elhelyezkedő medencék némelyikét részben víz tölti ki (Ohridi-tó, Preszpa-tó), mások szárazon állnak (például Korçai-medence).

### Alacsony-Albánia

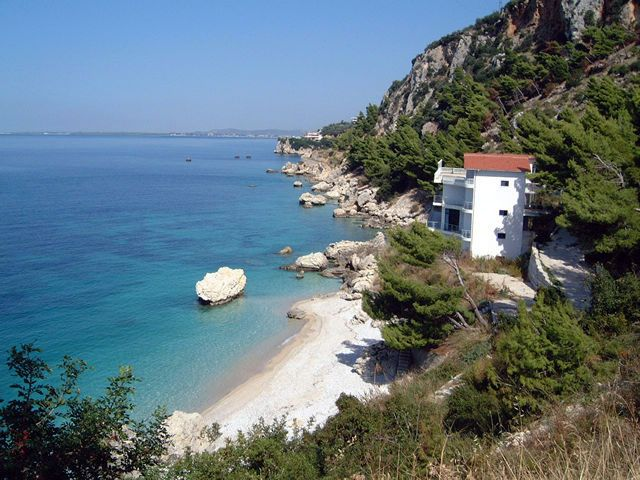
Az Albán-Riviéra Vloránál

A parti övezet területe, Alacsony-Albánia a pliocén végén és a negyedidőszakban kiemelkedett, majd a folyók által feltöltött alluviális síkság, amely alacsony mészkő-, márga-, homokkő- és flisdombhátai révén több részre tagolódik. A partvonalat turzások és lagúnák, valamint az egyetlen nagyobb sziget, a Sazan tagolják, és a 19. századtól lecsapolt egykori mocsárvidékek szegélyezik. Alacsony-Albánia északi része a Shkodrai-síkság és a Lezha–Tiranai-síkság, délen pedig, Vlora északi előterében a Myzeqe terül el. A Vlorai-öböltől délre a síkság elkeskenyedik, s a Dél-albán-hegység láncolatai egészen a tengerpartig nyomulnak (Albán-Riviéra).

## Vízrajz

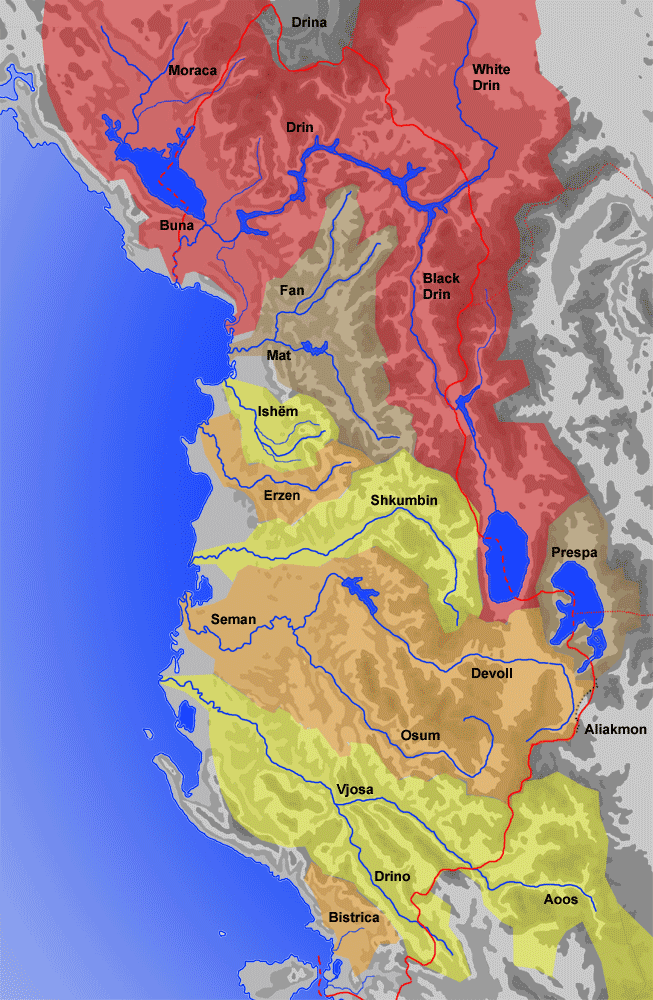
Albánia vízrajzi térképe

### Folyóvizek
Az Albánia keleti sávjában húzódó Magas-Albánia gerince vízválasztó hegység szerepét tölti be, így az ország vízrajzát a relatíve magas csapadékot levezető, az Adriai- és a Jón-tenger felé tartó, kelet–nyugati irányú, nagy esésű, bő vizű, és szeszélyes vízjárású folyók sűrű hálózata jellemzi. Egyedül az Ohridi-tó vizét levezető Fekete-Drin felső folyása észak–déli irányú, az Albán-Alpok térségében azonban ez is nyugati irányba fordul. A magashegységi vidékeken a folyók mély szurdokvölgyeken keresztül törnek a tenger felé, vizük helyenként a folyóra felfűzött tavakban vagy gáttal elrekesztett víztározókban gyűlik össze. A part menti alföldre érve folyásuk lelassul, hordalékukkal az alluviális síkságot töltik fel, és jellemzőek a tölcsértorkolatok. Magas-Albánia kiegyensúlyozott éves csapadékeloszlása révén az árvizek ritkák az albániai folyókon, inkább az időszakos (nyári) apadás jellemzi őket, ekkor a téli vízhozam mintegy tizedét produkálják.
Albániának tíz nagyobb folyója (Drin, Seman, Vjosa, Devoll, Shkumbin, Osum, Mat, Erzen, Ishëm, Buna) és mintegy száznegyven kisebb vízfolyása van. A nagy esésű, a síkságra érve széles medrű és sekély vizű folyók hajózhatatlanok, az egyetlen kivétel a Shkodrai-tavat az Adriai-tengerrel összekötő határfolyó, a Buna. Az ország legjelentősebb, nagy vízgyűjtő területű és bő vizű folyója a 282 kilométeres Drin. A főbb folyókat és adataikat az alábbi táblázat mutatja be:

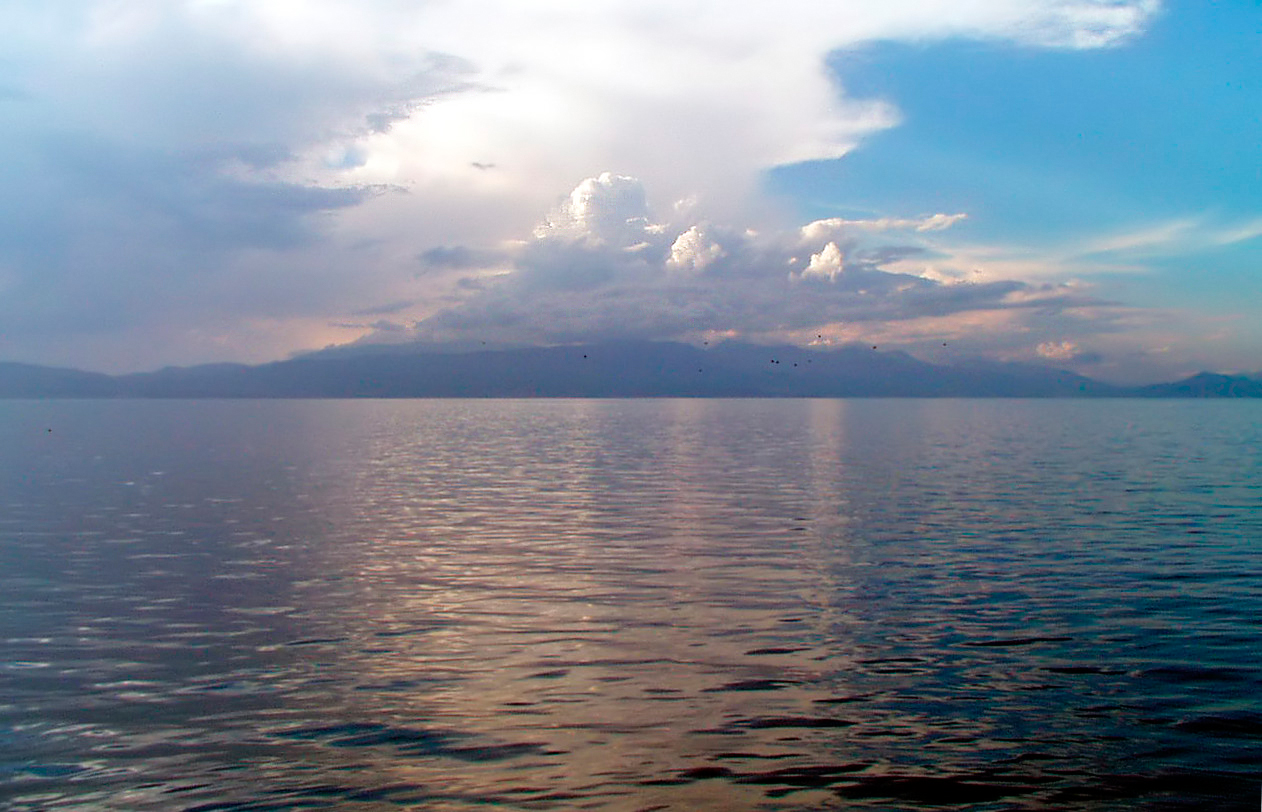
Az Ohridi-tó

| Folyó  | Hossz (km) | Vízgyűjtő terület (km²) | Vízhozam (m³/s) |  | Folyó    | Hossz (km) | Vízgyűjtő terület (km²) | Vízhozam (m³/s) |
|        |            |                         |                 |  |          |            |                         |                 |
| Buna   | 41         | 5187                    | 352             |  | Mat      | 115        | 2441                    | 103             |
| Devoll | 196        | 3130                    | 50              |  | Osum     | 161        | 2073                    | 33              |
| Drin   | 285        | 14 173                  | 320             |  | Seman    | 281        | 5649                    | 96              |
| Erzen  | 109        | 760                     | 18              |  | Shkumbin | 181        | 2441                    | 62              |
| Ishëm  | 74         | 673                     | 21              |  | Vjosa    | 272        | 6706                    | 204             |

### Állóvizek
Az ország és egyben a Balkán-félsziget legnagyobb tavai, a Shkodrai-tó, az Ohridi-tó és a Preszpa-tó tektonikus süllyedékekben alakultak ki. A magashegységekben jég vájta tengerszemek (például Lurai-tavak), a karsztos mélyedésekben dolinatavak, a tengerparti szakaszon pedig sós vagy brakkvizű lagúnatavak (például Karavastai-lagúna, Butrinti-tó) találhatóak. A nagy esésű, bő vizű hegyi folyókon (különösen a Drinen) a 20. század második felében sorra épültek a vízerőművek, és alakultak ki a gátjaikkal elrekesztett víztározók, mesterséges tavak (például Fierzai-tó). A főbb állóvizeket és adataikat az alábbi táblázat mutatja be:
| Tó                | Típus      | Terület (km²) | Tszfm (m) |  | Tó          | Típus     | Terület (km²) | Tszfm (m) |
|                   |            |               |           |  |             |           |               |           |
| Butrinti-tó       | lagúna     | 16            | 0         |  | Ohridi-tó   | tó        | 358           | 693       |
| Fierzai-tó        | víztározó  | 72            | 256       |  | Preszpa-tó  | tó        | 190           | 853       |
| Karavastai-lagúna | lagúna     | 45            | 1         |  | Shkodrai-tó | tó        | 368–540       | 7         |
| Lurai-tavak       | tengerszem | 1,3           | 1350      |  | Ulzai-tó    | víztározó | 15            |           |
| Nartai-tó         | lagúna     | 32            | 1         |  | Vau i Dejës | víztározó | 49            | 74        |

## Talaj

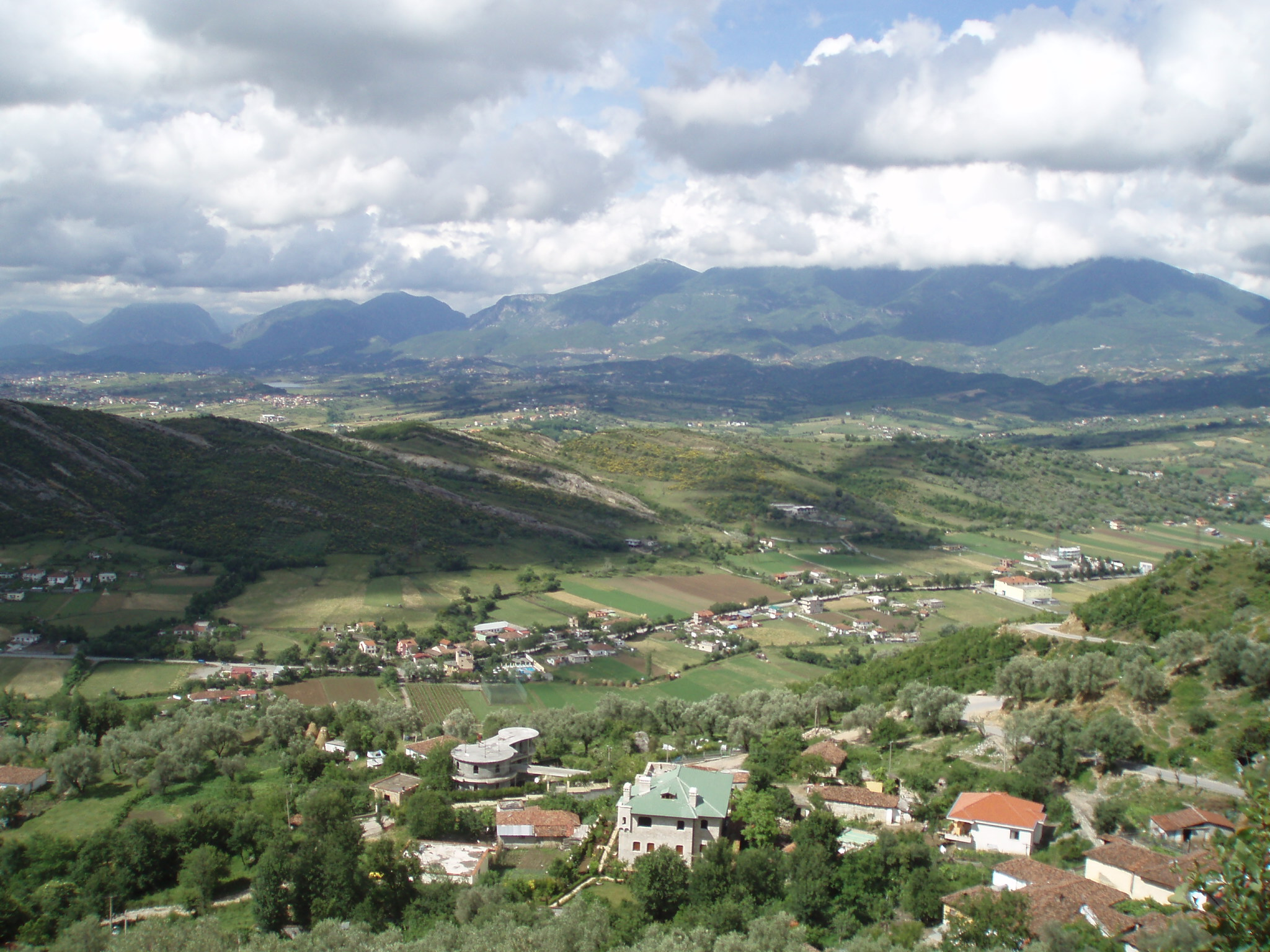
Közép-albániai kopár, cserjés vidék lombhullató erdők foltjaival

Albánia uralkodó talajtípusa a barna erdőtalaj, amely a hegyoldalakon erőteljesen lepusztult, ott gyakori a köves váztalaj. Az alacsonyabb dombságokat szürke erdőtalaj, északnyugaton terra rossa, a folyók mellékét termékeny öntéstalaj borítja. A talajerózió rendkívül magas, az ország területének 20%-án meghaladja a 30 tonna/hektár éves mértéket, s vannak területek, ahol ez a mutató a 150 tonna/hektárt is eléri.

## Növényvilág
A 19. századig Magas-Albánia természetes növénytakarója az erdő volt, a part menti Alacsony-Albániában pedig mocsárvidékek terültek el. Mára az erdők kétharmadát kiirtották, s csupán az ország területének 36%-a erdősült, a partvidéket pedig lecsapolták és a lápok helyét a szántóföldek vették át. Ennek ellenére az itt élő növényfajok száma továbbra is magas, eléri a 3200-at, ebből 27 endemikus faj. A kontinentális hatás következményeként a lombhullató erdők fafajai 600 és 1200 méteres tengerszint feletti magasságban a kocsánytalan tölgy (Gluercus petraea), a csertölgy (Quercus cerris), a magyaltölgy (Quercus ilex) és a közönséges bükk (Fagus sylvatica), a déli lejtőkön a szelídgesztenye (Castanea sativa), 1200 méter felett pedig a páncélfenyő (Pinus leucodermis). 2000 méter felett az erdőt havasi legelők váltják fel. A folyóvölgyekben gyakoriak a keleti platán- (Platanus orientalis) ligetek. A partvidéki dombságokon és az alacsonyabb hegyvidékeken a kiirtott erdők helyét mediterrán cserjések (babér, szeder, mirtusz, olajfa, pisztácia stb.) és tövises bozót (macchia) váltotta fel.

## Állatvilág

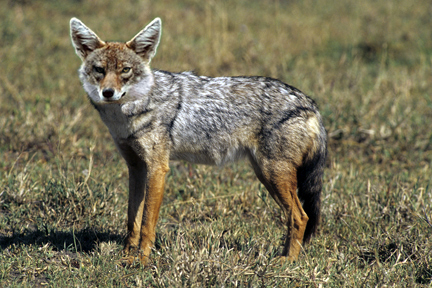
Aranysakál

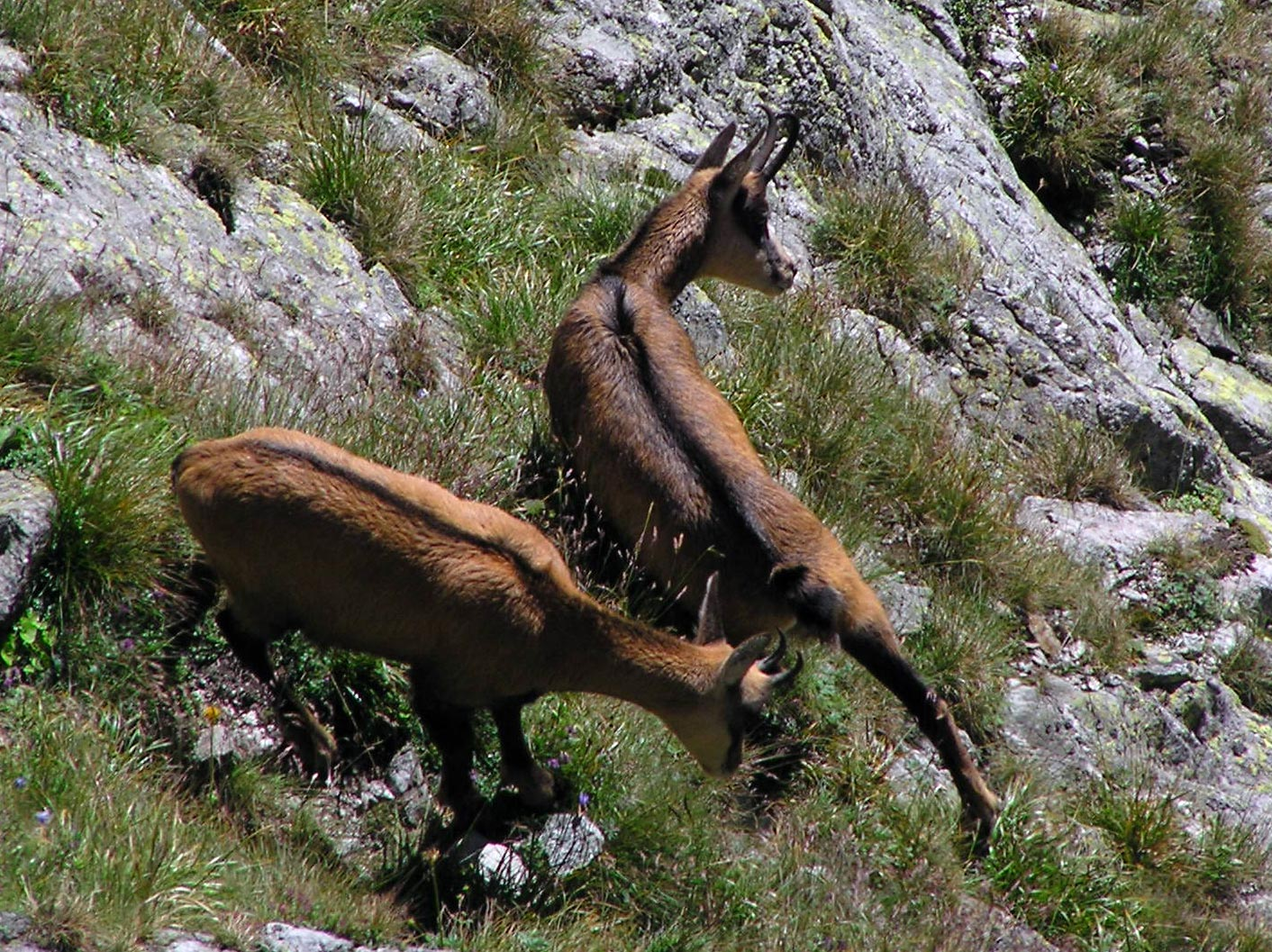
Zergepár

Albánia állatvilága a közép-európaival mutat rokonságot, az itt honos 756 állatfajból megtalálható a barna medve (Ursus arctos), a vaddisznó (Sus scrofa), a farkas (Canis lupus), a már csak ritkán felbukkanó aranysakál (Canis aureus), a vörös róka (Vulpes vulpes), több szarvasféle (Cervidae), az európai őz (Capreolus capreolus) és a zerge (Rupicapra rupicapra). Az ország madárvilága szintén gazdag, az összesen 903 km²-nyi védett vadvízi területen költ a borzas gödény (Pelecanus crispus), a kis kárókatona (Phalacrocorax pygmeus), a kékcsőrű réce (Oxyura leucocephala), a vékonycsőrű póling (Numenius tenuirostris), a fekete sas (Aquila clanga), és jelentős az itt áttelelő récefélék (Anatidae) állománya. Az itt honos halfajok száma száz fölé megy, ebből körülbelül tíz faj endemikus, egyszersmind veszélyeztetett (például ohridi lazac – Salmo letnica). Az erősen veszélyeztetett vadvilág megmentése érdekében 1994-ben fogadták el a vadászati és vadvédelmi törvényt.
Lásd még:
- Albánia madárfajainak listája

## Településföldrajz
A hagyományos albán társadalom település-földrajzi kereteit – különösen a hegyvidékeken – a nyílt, esetenként szórványtelepülések jellemezték. Nem falu jellegű, azaz utcákból álló, egyszerű szerkezetű zárt településeken éltek, hanem az egyes családok házai egymástól elkülönülten álltak. Ennek elsődleges oka az volt, hogy a lakóházak komplex társadalmi és gazdasági egységekként funkcionáltak, azaz a lakhely egyben a családi gazdálkodás színtere is volt, másfelől pedig a szigorú szokásjogi kánonok, a vérbosszú hazájában elemi érdek volt az erődszerű lakóházak (a kullák) egymástól biztos távolságban való felépítése. A török hódoltsággal kezdtek megjelenni a zárt falvak, főként Alacsony- és Dél-Albániában, és alakultak ki az első, fallal védett, de falusias, mezőgazdasági jellegű piacvárosok.
Az urbanizáció a második világháborút követő időszakban köszöntött be Albániában. Ekkor a lakosságnak mindössze 15%-a élt városokban, de kevés kivételtől eltekintve a városi települések is csupán múltbeli regionális szerepkörüknek és némileg nagyobb népességszámuknak köszönhették városi jogállásukat. 1945 után, a kommunista tervgazdálkodás iparfejlesztésével párhuzamosan az urbanizációs folyamatok is nagy lendületet vettek. Ennek ellenére az első, 1955-ös népszámlálás idején csak Tirana lakossága elérte a 100 ezret, és mögötte jócskán leszakadva csupán Durrës, Shkodra, Vlora, Elbasan és Korça népességszáma érte el a 20 ezret, de egyiküké sem haladta meg az 50 ezret. A későbbi évtizedekben több szocialista típusú iparváros került a térképre (Qytet Stalin, Ballsh, Memaliaj, Kukës stb.). A városi lakosság össznépességen belüli aránya 1960-ban azonban még mindig csak 29%-os, 1990-ben 36%-os volt, ekkorra már 67 albániai település kapta meg a városi státust. A rendszerváltást követően, a gazdasági és politikai zűrzavarok következtében a vidéki lakosság migrációja, a főváros népességszámának robbanásszerű növekedése volt megfigyelhető (az albánok egynegyede Tiranában és vonzáskörzetében él), a többi település lakosságszáma stagnálást vagy fogyást mutat. Ugyanakkor e robbanásszerű népességgyarapodás egyrészről nagy környezeti tehertétel, másrészről nem követi az infrastruktúra hasonló lendületű fejlesztése, így még az albán főváros sem felel meg a korszerű európai városfogalom kívánalmainak. 2002-ben az albániai városok száma 74 volt, a városlakók aránya pedig elérte a 44%-ot.

## Gazdaságföldrajz
Albánia természeti erőforrásokban bővelkedő, de elmaradott gazdaságú ország. Elmaradottságának oka történelmi okokban gyökerezik: már 1912-es függetlenné válása idején is messze elmaradt Európa országaitól, s e gazdasági hátrányt a későbbi évtizedek zűrzavarai és politikai csatározásai, majd a torz iparszerkezetet az országra erőltető és az infrastrukturális fejlesztéseket elhanyagoló kommunizmus csak tovább súlyosbította. Napjainkban Albánia az 1991-es rendszerváltás óta eltelt nehéz átmeneti időszak végére látszik érni, de elmaradottsága még mindig számottevő. A gazdaság ugyan növekszik, az infláció alacsony és stabil, az egy főre eső bruttó nemzeti össztermék is kiegyensúlyozott ütemben növekszik, de az infrastruktúra továbbra is fejletlen, elharapózott a korrupció és a szürkegazdaság.

### Mezőgazdaság
Albánia hagyományosan és természeti feltételeinél fogva elsősorban agrárország (bár az ország egy része szántóföldi művelésre alkalmatlan), 2004-ben az aktív népesség 58%-a a mezőgazdaságban dolgozott. Ugyanakkor az agrárium részesedése a bruttó nemzeti össztermékből 2006-ban mindössze 23,3%-os volt. Az összterület művelési ágankénti megoszlása a következő: 36% erdő, 21% szántóföld, 15% legelő (ennek 60%-a havasi legelő), 3% szőlő és gyümölcsös, 5% víz, 20% egyéb, műveletlen terület. A döntően családi és magángazdaságokban folytatott hagyományos állattartáson belül jelentős a juh-, a kecske-, illetve a szarvasmarhatenyésztés és a méhészet, valamint teherhordás céljából a szamártartás. A mocsarak lecsapolásával bővített és javarészt öntözés alatt álló szántóföldek a hazai igényeket sem elégítik ki, s Albánia jelentős gabonaimportra szorul. Jelentős a búza- és a kukorica-, ezektől valamivel kisebb hozamú a burgonya-, cukorrépa- és dohánytermesztés. 800 méteres tengerszint feletti magasságig elterjedt a szőlő, s jelentős az erre épülő bortermelés. A nagyobb városok környékén sokféle zöldség, mérsékelt övi és déligyümölcs terem (füge, olajbogyó (olívabogyó), citrusfélék). A halászat és az erdőgazdálkodás jelentősége az elmúlt évtizedekben visszaszorult.

### Bányászatésipar
A 20. század második felében, a kommunizmus alatt a gazdag ásványi nyersanyagot kitermelő bányászatot és a nyersanyagok feldolgozására épülő nehézipart erőltetetten fejlesztették. A rendszerváltást követően azonban a torz szerkezetű ipar összeomlott. 2004-ben az aktív népesség 19%-a dolgozott az iparban, s a szektor részesedése a bruttó nemzeti jövedelemből 2006-ban mindössze 18,8%-os volt. Napjainkban jelentős, de a korábbi termelési mutatók kis hányadát éri csak el a kőolaj- és földgázkitermelés, a kőszén-, bitumen-, kősó-, rézérc- és vasércbányászat. Az ipar vezető ága a könnyűipar, ezen belül a textil-, az élelmiszer-, a fa- és a dohányipar. A kommunizmusban kialakított, az ásványi nyersanyagok feldolgozására épülő nehézipar mára jóformán megszűnt, csak a kőolaj-finomítás jelentős. A villamos áram 98%-át a jobbára a Drin folyóra telepített vízerőművek fejlesztik.

### Szolgáltatóipar
Az 1990-es évek óta a szolgáltatóipar, s ezen belül is főként az idegenforgalom látszik döntő jelentőségűvé válni Albánia gazdaságában. Az üzleti szolgáltatások, a kiskereskedelem és a vendéglátóipar még gyermekcipőben jár, az idegenforgalmi infrastruktúra kiépítése azonban megindult, s a belföldi turizmusban részt vevők, illetve az országba látogató külföldiek száma egyaránt évről évre növekszik.